# أغوستين موريرا
أغوستين موريرا (بالإسبانية: Agustín Moreira)‏ هو دراج أوروغواياني، ولد في 23 يوليو 1993.

## وصلات خارجية
- أغوستين موريرا على موقع أرشيف الدراجات (الإنجليزية)
- أغوستين موريرا على موقع إحصائيات الدراجات الإحترافية (الإنجليزية)